# Hofanlage Hiddigwarder Straße 17
Die Hofanlage Hiddigwarder Straße 17, Ecke Lechterstraße, in Berne-Hiddigwarden an der Ollen stammt aus dem 19. und 20. Jahrhundert.
Aktuell (2023) wird sie landwirtschaftlich genutzt.
Die Gebäude stehen unter Denkmalschutz (siehe auch Liste der Baudenkmale in Berne).

## Beschreibung
Die Hofanlage auf großem Gartengrundstück mit altem Baumbestand besteht aus:
- dem eingeschossigen giebelständigen massiven verklinkerten Wohn- und Wirtschaftsgebäude von 1826 (Inschrift über der Grooten Door), als Zweiständer-Hallenhaus mit reetgedecktem Krüppelwalmdach, Niedersachsengiebel mit Uhlenloch[2]
- dem eingeschossigen giebelständigen massiven verklinkerten seitlich stehenden Wohnhaus von um 1930 mit Satteldach und Dachhaus mit Walm, polygonalem Standerker sowie an der rechten Traufseite Giebelrisalit; ein Gang führt zum Haupthaus[3]
- der eingeschossigen giebelständigen Scheune aus der ersten Hälfte des 19. Jahrhunderts in Fachwerk als Ankerbalkenkonstruktion mit Steinausfachungen und teils unter der Traufe mit offenen Stakungen sowie mit reetgedecktem Walmdach und Querdurchfahrt[4]
- der Hofpflasterung
- sowie weiteren nicht denkmalgeschützten Nebenanlagen.

Das Landesdenkmalamt befand: „… geschichtliche Bedeutung … als beispielhafte Hofanlage aus der ersten Hälfte des 19. Jhs. … .“